# Oscar för bästa film
Detta är en lista över filmer som har tilldelats en Oscar i klassen bästa film. Från starten 1929 och fram till 1951 har priset gått till produktionsbolagen bakom det vinnande filmen. Sedan 1952 går nu priset till producenten eller producenterna till det vinnande filmen. Det år som anges är det år som filmerna hade premiär på biograferna i Los Angeles, priserna delas ut i februari följande år. 

## Vinnare och nominerade

### 1920-talet
| År            | Film                 | Nominerade             |
| ------------- | -------------------- | ---------------------- |
| 1927/28 (1:a) | Vingarna             | Paramount Famous Lasky |
| 1927/28 (1:a) | I sjunde himlen      | Fox                    |
| 1927/28 (1:a) | The Racket           | The Caddo Company      |
| 1928/29 (2:a) | Broadways melodi     | Metro-Goldwyn-Mayer    |
| 1928/29 (2:a) | Alibi                | Feature Productions    |
| 1928/29 (2:a) | Hollywood-revyn 1930 | Metro-Goldwyn-Mayer    |
| 1928/29 (2:a) | In Old Arizona       | Fox                    |
| 1928/29 (2:a) | Patrioten            | Paramount Famous Lasky |

### 1930-talet
| År            | Film                          | Nominerade                          |
| ------------- | ----------------------------- | ----------------------------------- |
| 1929/30 (3:e) | På västfronten intet nytt     | Universal                           |
| 1929/30 (3:e) | The Big House                 | Cosmopolitan                        |
| 1929/30 (3:e) | Disraeli                      | Warner Bros.                        |
| 1929/30 (3:e) | Mannens moral - och kvinnans  | Metro-Goldwyn-Mayer                 |
| 1929/30 (3:e) | Prinsgemålen                  | Paramount Famous Lasky              |
| 1930/31 (4:e) | Cimarron                      | RKO Radio                           |
| 1930/31 (4:e) | Det stora reportaget          | The Caddo Company                   |
| 1930/31 (4:e) | Ett kvinnoöde                 | Fox                                 |
| 1930/31 (4:e) | Pappas pojke på äventyr       | Paramount Publix                    |
| 1930/31 (4:e) | Trader Horn                   | Metro-Goldwyn-Mayer                 |
| 1931/32 (5:e) | Grand Hotel                   | Metro-Goldwyn-Mayer                 |
| 1931/32 (5:e) | Arrowsmith                    | Samuel Goldwyn Productions          |
| 1931/32 (5:e) | En dålig flicka?              | Fox                                 |
| 1931/32 (5:e) | En hjälte                     | Metro-Goldwyn-Mayer                 |
| 1931/32 (5:e) | En timme med dig              | Paramount Publix                    |
| 1931/32 (5:e) | Five Star Final               | First National                      |
| 1931/32 (5:e) | Leende löjtnanten             | Paramount Publix                    |
| 1931/32 (5:e) | Shanghaiexpressen             | Paramount Publix                    |
| 1932/33 (6:e) | Cavalcade                     | Fox                                 |
| 1932/33 (6:e) | 42:a gatan                    | Warner Bros.                        |
| 1932/33 (6:e) | En gång i livet...            | Metro-Goldwyn-Mayer                 |
| 1932/33 (6:e) | Farväl till vapnen            | Paramount                           |
| 1932/33 (6:e) | Jag är en förrymd kedjefånge  | Warner Bros.                        |
| 1932/33 (6:e) | Kvinnorna kring kungen        | London Films                        |
| 1932/33 (6:e) | Lady för en dag               | Columbia                            |
| 1932/33 (6:e) | Lady Lou                      | Paramount                           |
| 1932/33 (6:e) | Lyckans karusell              | Fox                                 |
| 1932/33 (6:e) | Unga kvinnor                  | RKO Radio                           |
| 1934 (7:e)    | Det hände en natt             | Columbia                            |
| 1934 (7:e)    | Alle man på däck              | Warner Bros.                        |
| 1934 (7:e)    | Cleopatra                     | Paramount                           |
| 1934 (7:e)    | Continental                   | RKO Radio                           |
| 1934 (7:e)    | Den gäckande skuggan          | Metro-Goldwyn-Mayer                 |
| 1934 (7:e)    | Den sjungande Venus           | Columbia                            |
| 1934 (7:e)    | Den vita paraden              | Jesse L. Lasky                      |
| 1934 (7:e)    | Flirtparaden                  | First National                      |
| 1934 (7:e)    | Huset Rothschild              | 20th Century                        |
| 1934 (7:e)    | Lågor i dunklet               | Metro-Goldwyn-Mayer                 |
| 1934 (7:e)    | Uppror mot livet              | Universal                           |
| 1934 (7:e)    | Viva Villa!                   | Metro-Goldwyn-Mayer                 |
| 1935 (8:e)    | Myteri                        | Metro-Goldwyn-Mayer                 |
| 1935 (8:e)    | Angivaren                     | RKO Radio                           |
| 1935 (8:e)    | Broadways melodi 1936         | Metro-Goldwyn-Mayer                 |
| 1935 (8:e)    | David Copperfield             | Metro-Goldwyn-Mayer                 |
| 1935 (8:e)    | Det var livat i Paris         | Paramount                           |
| 1935 (8:e)    | En bengalisk lansiär          | Paramount                           |
| 1935 (8:e)    | En midsommarnattsdröm         | Warner Bros.                        |
| 1935 (8:e)    | Kapten Blod                   | Cosmopolitan                        |
| 1935 (8:e)    | Marietta                      | Metro-Goldwyn-Mayer                 |
| 1935 (8:e)    | Polisprefekten                | 20th Century                        |
| 1935 (8:e)    | Top Hat                       | RKO Radio                           |
| 1935 (8:e)    | Vid 19 år                     | RKO Radio                           |
| 1936 (9:e)    | Den store Ziegfeld            | Metro-Goldwyn-Mayer                 |
| 1936 (9:e)    | En gentleman kommer till stan | Columbia                            |
| 1936 (9:e)    | Flickorna gör slag i saken    | Universal                           |
| 1936 (9:e)    | I skuggan av giljotinen       | Metro-Goldwyn-Mayer                 |
| 1936 (9:e)    | Louis Pasteur                 | Cosmopolitan                        |
| 1936 (9:e)    | Romeo och Julia               | Metro-Goldwyn-Mayer                 |
| 1936 (9:e)    | San Francisco                 | Metro-Goldwyn-Mayer                 |
| 1936 (9:e)    | Situationens herre            | Metro-Goldwyn-Mayer                 |
| 1936 (9:e)    | Varför byta männen hustru?    | Samuel Goldwyn Productions          |
| 1936 (9:e)    | Äventyraren Anthony Adverse   | Warner Bros.                        |
| 1937 (10:e)   | Emile Zolas liv               | Warner Bros.                        |
| 1937 (10:e)   | 100 man och en flicka         | Universal                           |
| 1937 (10:e)   | Bortom horisonten             | Columbia                            |
| 1937 (10:e)   | Den goda jorden               | Metro-Goldwyn-Mayer                 |
| 1937 (10:e)   | Förbjuden ingång              | RKO Radio                           |
| 1937 (10:e)   | Havets hjältar                | Metro-Goldwyn-Mayer                 |
| 1937 (10:e)   | I skyskrapornas skugga        | Samuel Goldwyn Productions          |
| 1937 (10:e)   | In Old Chicago                | 20th Century-Fox                    |
| 1937 (10:e)   | Min fru har en fästman        | Columbia                            |
| 1937 (10:e)   | Skandal i Hollywood           | Selznick International Pictures     |
| 1938 (11:e)   | Komedin om oss människor      | Columbia                            |
| 1938 (11:e)   | Alexanders ragtime band       | 20th Century-Fox                    |
| 1938 (11:e)   | Citadellet                    | Metro-Goldwyn-Mayer                 |
| 1938 (11:e)   | Den stora illusionen          | Realization D'Art Cinematographique |
| 1938 (11:e)   | Fyra döttrar                  | Warner Bros.-First National         |
| 1938 (11:e)   | Han som tänkte med hjärtat    | Metro-Goldwyn-Mayer                 |
| 1938 (11:e)   | Hjältar av idag               | Metro-Goldwyn-Mayer                 |
| 1938 (11:e)   | Pygmalion                     | Metro-Goldwyn-Mayer                 |
| 1938 (11:e)   | Robin Hoods äventyr           | Warner Bros.-First National         |
| 1938 (11:e)   | Skandalen kring Julie         | Warner Bros.                        |
| 1939 (12:e)   | Borta med vinden              | Selznick International Pictures     |
| 1939 (12:e)   | Adjö, Mr. Chips               | Metro-Goldwyn-Mayer                 |
| 1939 (12:e)   | Det handlar om kärlek...      | RKO Radio                           |
| 1939 (12:e)   | Diligensen                    | Walter Wanger                       |
| 1939 (12:e)   | Mr Smith i Washington         | Columbia                            |
| 1939 (12:e)   | Möss och människor            | Hal Roach                           |
| 1939 (12:e)   | Ninotchka                     | Metro-Goldwyn-Mayer                 |
| 1939 (12:e)   | Seger i mörkret               | Warner Bros.-First National         |
| 1939 (12:e)   | Svindlande höjder             | Samuel Goldwyn Productions          |
| 1939 (12:e)   | Trollkarlen från Oz           | Metro-Goldwyn-Mayer                 |

### 1940-talet
| År          | Film                                  | Nominerade                      |
| ----------- | ------------------------------------- | ------------------------------- |
| 1940 (13:e) | Rebecca                               | Selznick International Pictures |
| 1940 (13:e) | Allt detta och himlen därtill         | Warner Bros.                    |
| 1940 (13:e) | Brevet                                | Warner Bros.                    |
| 1940 (13:e) | Den långa resan hem                   | Argosy-Wanger                   |
| 1940 (13:e) | Diktatorn                             | Charles Chaplin Productions     |
| 1940 (13:e) | En skön historia                      | Metro-Goldwyn-Mayer             |
| 1940 (13:e) | Kitty Foyle – ung modern kvinna       | RKO Radio                       |
| 1940 (13:e) | Utrikeskorrespondenten                | Walter Wanger                   |
| 1940 (13:e) | Vredens druvor                        | 20th Century-Fox                |
| 1940 (13:e) | Vår lilla stad                        | Sol Lesser                      |
| 1941 (14:e) | Jag minns min gröna dal               | 20th Century-Fox                |
| 1941 (14:e) | Blommor i skugga                      | Metro-Goldwyn-Mayer             |
| 1941 (14:e) | En bit av himlen                      | Warner Bros.                    |
| 1941 (14:e) | En sensation                          | Mercury                         |
| 1941 (14:e) | Illdåd planeras?                      | RKO Radio                       |
| 1941 (14:e) | Kvinnan utan nåd                      | Samuel Goldwyn Productions      |
| 1941 (14:e) | Min ande på villovägar                | Columbia                        |
| 1941 (14:e) | Natten är så kort...                  | Paramount                       |
| 1941 (14:e) | Riddarfalken från Malta               | Warner Bros.                    |
| 1941 (14:e) | Sergeant York                         | Warner Bros.                    |
| 1942 (15:e) | Mrs. Miniver                          | Metro-Goldwyn-Mayer             |
| 1942 (15:e) | 49:de breddgraden                     | Ortus                           |
| 1942 (15:e) | Bragdernas man                        | Samuel Goldwyn Productions      |
| 1942 (15:e) | De magnifika Ambersons                | Mercury                         |
| 1942 (15:e) | Han kom om natten                     | Columbia                        |
| 1942 (15:e) | Mannen med sälgpiporna                | 20th Century-Fox                |
| 1942 (15:e) | Ringar på vattnet                     | Warner Bros.                    |
| 1942 (15:e) | Slumpens skördar                      | Metro-Goldwyn-Mayer             |
| 1942 (15:e) | Till sista man                        | Paramount                       |
| 1942 (15:e) | Yankee Doodle Dandy                   | Warner Bros.                    |
| 1943 (16:e) | Casablanca                            | Warner Bros.                    |
| 1943 (16:e) | En dag skall komma                    | Warner Bros.                    |
| 1943 (16:e) | Havet är vårt öde                     | Two Cities                      |
| 1943 (16:e) | Himlen kan vänta                      | 20th Century-Fox                |
| 1943 (16:e) | Klockan klämtar för dig               | Paramount                       |
| 1943 (16:e) | Madame Curie                          | Metro-Goldwyn-Mayer             |
| 1943 (16:e) | Möte vid Ox-oket                      | 20th Century-Fox                |
| 1943 (16:e) | Sången om Bernadette                  | 20th Century-Fox                |
| 1943 (16:e) | Ungkarlsfällan                        | Columbia                        |
| 1943 (16:e) | Vi människor                          | Metro-Goldwyn-Mayer             |
| 1944 (17:e) | Vandra min väg                        | Paramount                       |
| 1944 (17:e) | Gasljus                               | Metro-Goldwyn-Mayer             |
| 1944 (17:e) | Kvinna utan samvete                   | Paramount                       |
| 1944 (17:e) | Osynliga länkar                       | Selznick International Pictures |
| 1944 (17:e) | Wilson                                | 20th Century-Fox                |
| 1945 (18:e) | Förspillda dagar                      | Paramount                       |
| 1945 (18:e) | Klockorna i S:t Mary                  | Rainbow Productions             |
| 1945 (18:e) | Mildred Pierce – en amerikansk kvinna | Warner Bros.                    |
| 1945 (18:e) | Säg det med en sång                   | Metro-Goldwyn-Mayer             |
| 1945 (18:e) | Trollbunden                           | Selznick International Pictures |
| 1946 (19:e) | De bästa åren                         | Samuel Goldwyn Productions      |
| 1946 (19:e) | Den vassa eggen                       | 20th Century-Fox                |
| 1946 (19:e) | Henrik V                              | J. Arthur Rank-Two Cities Films |
| 1946 (19:e) | Hjortkalven                           | Metro-Goldwyn-Mayer             |
| 1946 (19:e) | Livet är underbart                    | Liberty Films                   |
| 1947 (20:e) | Tyst överenskommelse                  | 20th Century-Fox                |
| 1947 (20:e) | Det hände i New York                  | 20th Century-Fox                |
| 1947 (20:e) | Hämnden är rättvis                    | RKO Radio                       |
| 1947 (20:e) | Lysande utsikter                      | J. Arthur Rank-Cineguild        |
| 1947 (20:e) | Ängel på prov                         | Samuel Goldwyn Productions      |
| 1948 (21:a) | Hamlet                                | J. Arthur Rank-Two Cities Films |
| 1948 (21:a) | De röda skorna                        | J. Arthur Rank-Archers          |
| 1948 (21:a) | Ormgropen                             | 20th Century-Fox                |
| 1948 (21:a) | Sierra Madres skatt                   | Warner Bros.                    |
| 1948 (21:a) | Våld i mörker                         | Warner Bros.                    |
| 1949 (22:a) | Alla kungens män                      | Robert Rossen Productions       |
| 1949 (22:a) | Arvtagerskan                          | Paramount                       |
| 1949 (22:a) | Luftens örnar                         | 20th Century-Fox                |
| 1949 (22:a) | Min man – eller din?                  | 20th Century-Fox                |
| 1949 (22:a) | På främmande mark                     | Metro-Goldwyn-Mayer             |

### 1950-talet
| År          | Film                          | Nominerade                              |
| ----------- | ----------------------------- | --------------------------------------- |
| 1950 (23:e) | Allt om Eva                   | 20th Century-Fox                        |
| 1950 (23:e) | Brudens fader                 | Metro-Goldwyn-Mayer                     |
| 1950 (23:e) | Född i går                    | Columbia                                |
| 1950 (23:e) | Kung Salomos skatt            | Metro-Goldwyn-Mayer                     |
| 1950 (23:e) | Sunset Boulevard              | Paramount                               |
| 1951 (24:e) | En amerikan i Paris           | Arthur Freed                            |
| 1951 (24:e) | En plats i solen              | George Stevens                          |
| 1951 (24:e) | Förrädare                     | Anatole Litvak och Frank McCarthy       |
| 1951 (24:e) | Linje Lusta                   | Charles K. Feldman                      |
| 1951 (24:e) | Quo Vadis                     | Sam Zimbalist                           |
| 1952 (25:e) | Världens största show         | Cecil B. DeMille                        |
| 1952 (25:e) | Hans vilda fru                | John Ford och Merian C. Cooper          |
| 1952 (25:e) | Ivanhoe – den svarte riddaren | Pandro S. Berman                        |
| 1952 (25:e) | Målaren på Moulin Rouge       | John Huston, John Woolf och James Woolf |
| 1952 (25:e) | Sheriffen                     | Stanley Kramer                          |
| 1953 (26:e) | Härifrån till evigheten       | Buddy Adler                             |
| 1953 (26:e) | Den purpurröda manteln        | Frank Ross                              |
| 1953 (26:e) | Julius Caesar                 | John Houseman                           |
| 1953 (26:e) | Mannen från vidderna          | George Stevens                          |
| 1953 (26:e) | Prinsessa på vift             | William Wyler                           |
| 1954 (27:e) | Storstadshamn                 | Sam Spiegel                             |
| 1954 (27:e) | Mannen du gav mig             | William Perlberg                        |
| 1954 (27:e) | Myteriet på Caine             | Stanley Kramer                          |
| 1954 (27:e) | Sju brudar, sju bröder        | Jack Cummings                           |
| 1954 (27:e) | Tre flickor i Rom             | Sol C. Siegel                           |
| 1955 (28:e) | Marty                         | Harold Hecht                            |
| 1955 (28:e) | Den tatuerade rosen           | Hal B. Wallis                           |
| 1955 (28:e) | Nattpermission                | Leland Hayward                          |
| 1955 (28:e) | Skimrande dagar               | Buddy Adler                             |
| 1955 (28:e) | Utflykt i det gröna           | Fred Kohlmar                            |
| 1956 (29:e) | Jorden runt på 80 dagar       | Michael Todd                            |
| 1956 (29:e) | De tio budorden               | Cecil B. DeMille                        |
| 1956 (29:e) | Folket i den lyckliga dalen   | William Wyler                           |
| 1956 (29:e) | Jätten                        | George Stevens och Henry Ginsberg       |
| 1956 (29:e) | Kungen och jag                | Charles Brackett                        |
| 1957 (30:e) | Bron över floden Kwai         | Sam Spiegel                             |
| 1957 (30:e) | 12 edsvurna män               | Henry Fonda och Reginald Rose           |
| 1957 (30:e) | Lek i mörker                  | Jerry Wald                              |
| 1957 (30:e) | Sayonara                      | William Goetz                           |
| 1957 (30:e) | Åklagarens vittne             | Arthur Hornblow Jr.                     |
| 1958 (31:a) | Gigi, ett lättfärdigt stycke  | Arthur Freed                            |
| 1958 (31:a) | Katt på hett plåttak          | Lawrence Weingarten                     |
| 1958 (31:a) | Kedjan                        | Stanley Kramer                          |
| 1958 (31:a) | Min fantastiska tant          | Jack L. Warner                          |
| 1958 (31:a) | Vid skilda bord               | Harold Hecht                            |
| 1959 (32:a) | Ben-Hur                       | Sam Zimbalist                           |
| 1959 (32:a) | Analys av ett mord            | Otto Preminger                          |
| 1959 (32:a) | Anne Franks dagbok            | George Stevens                          |
| 1959 (32:a) | Nunnan                        | Henry Blanke                            |
| 1959 (32:a) | Plats på toppen               | John Woolf och James Woolf              |

### 1960-talet
| År          | Film                                                                      | Nominerade                                |
| ----------- | ------------------------------------------------------------------------- | ----------------------------------------- |
| 1960 (33:e) | Ungkarlslyan                                                              | Billy Wilder                              |
| 1960 (33:e) | Alamo                                                                     | John Wayne                                |
| 1960 (33:e) | Elmer Gantry                                                              | Bernard Smith                             |
| 1960 (33:e) | Söner och älskare                                                         | Jerry Wald                                |
| 1960 (33:e) | Viddernas vagabond                                                        | Fred Zinnemann                            |
| 1961 (34:e) | West Side Story                                                           | Robert Wise                               |
| 1961 (34:e) | Dom i Nürnberg                                                            | Stanley Kramer                            |
| 1961 (34:e) | Fanny                                                                     | Joshua Logan                              |
| 1961 (34:e) | Fifflaren                                                                 | Robert Rossen                             |
| 1961 (34:e) | Kanonerna på Navarone                                                     | Carl Foreman                              |
| 1962 (35:e) | Lawrence av Arabien                                                       | Sam Spiegel                               |
| 1962 (35:e) | Den längsta dagen                                                         | Darryl F. Zanuck                          |
| 1962 (35:e) | Music Man                                                                 | Morton DaCosta                            |
| 1962 (35:e) | Myteriet på Bounty                                                        | Aaron Rosenberg                           |
| 1962 (35:e) | Skuggor över Södern                                                       | Alan J. Pakula                            |
| 1963 (36:e) | Tom Jones                                                                 | Tony Richardson                           |
| 1963 (36:e) | Amerika Amerika                                                           | Elia Kazan                                |
| 1963 (36:e) | Cleopatra                                                                 | Walter Wanger                             |
| 1963 (36:e) | Liljorna på marken                                                        | Ralph Nelson                              |
| 1963 (36:e) | Så vanns vilda västern                                                    | Bernard Smith                             |
| 1964 (37:e) | My Fair Lady                                                              | Jack L. Warner                            |
| 1964 (37:e) | Becket                                                                    | Hal B. Wallis                             |
| 1964 (37:e) | Dr. Strangelove eller: Hur jag slutade ängslas och lärde mig älska bomben | Stanley Kubrick                           |
| 1964 (37:e) | Mary Poppins                                                              | Walt Disney och Bill Walsh                |
| 1964 (37:e) | Zorba                                                                     | Michael Cacoyannis                        |
| 1965 (38:e) | Sound of Music                                                            | Robert Wise                               |
| 1965 (38:e) | Darling                                                                   | Joseph Janni                              |
| 1965 (38:e) | Doktor Zjivago                                                            | Carlo Ponti                               |
| 1965 (38:e) | Narrskeppet                                                               | Stanley Kramer                            |
| 1965 (38:e) | Nick – akta dej för arbete                                                | Fred Coe                                  |
| 1966 (39:e) | En man för alla tider                                                     | Fred Zinnemann                            |
| 1966 (39:e) | Fallet Alfie                                                              | Lewis Gilbert                             |
| 1966 (39:e) | Kanonbåten San Pablo                                                      | Robert Wise                               |
| 1966 (39:e) | Ryssen kommer! Ryssen kommer!                                             | Norman Jewison                            |
| 1966 (39:e) | Vem är rädd för Virginia Woolf?                                           | Ernest Lehman                             |
| 1967 (40:e) | I nattens hetta                                                           | Walter Mirisch                            |
| 1967 (40:e) | Bonnie och Clyde                                                          | Warren Beatty                             |
| 1967 (40:e) | Doktor Dolittle                                                           | Arthur P. Jacobs                          |
| 1967 (40:e) | Gissa vem som kommer på middag                                            | Stanley Kramer                            |
| 1967 (40:e) | Mandomsprovet                                                             | Lawrence Turman                           |
| 1968 (41:a) | Oliver!                                                                   | John Woolf                                |
| 1968 (41:a) | Funny Girl                                                                | Ray Stark                                 |
| 1968 (41:a) | Rachel, Rachel                                                            | Paul Newman                               |
| 1968 (41:a) | Romeo och Julia                                                           | Anthony Havelock-Allan och John Brabourne |
| 1968 (41:a) | Så tuktas ett lejon                                                       | Martin Poll                               |
| 1969 (42:a) | Midnight Cowboy                                                           | Jerome Hellman                            |
| 1969 (42:a) | Butch Cassidy och Sundance Kid                                            | John Foreman                              |
| 1969 (42:a) | De tusen dagarnas drottning                                               | Hal B. Wallis                             |
| 1969 (42:a) | Hello Dolly                                                               | Ernest Lehman                             |
| 1969 (42:a) | Z – han lever                                                             | Jacques Perrin och Ahmed Rachedi          |

### 1970-talet
| År          | Film                                     | Nominerade                                                           |
| ----------- | ---------------------------------------- | -------------------------------------------------------------------- |
| 1970 (43:e) | Patton – Pansargeneralen                 | Frank McCarthy                                                       |
| 1970 (43:e) | Airport – flygplatsen                    | Ross Hunter                                                          |
| 1970 (43:e) | Five Easy Pieces                         | Bob Rafelson och Richard Wechsler                                    |
| 1970 (43:e) | Love Story                               | Howard G. Minsky                                                     |
| 1970 (43:e) | M*A*S*H                                  | Ingo Preminger                                                       |
| 1971 (44:e) | French Connection – Lagens våldsamma män | Philip D'Antoni                                                      |
| 1971 (44:e) | A Clockwork Orange                       | Stanley Kubrick                                                      |
| 1971 (44:e) | Den sista föreställningen                | Stephen J. Friedman                                                  |
| 1971 (44:e) | Nikolaus och Alexandra                   | Sam Spiegel                                                          |
| 1971 (44:e) | Spelman på taket                         | Norman Jewison                                                       |
| 1972 (45:e) | Gudfadern                                | Albert S. Ruddy                                                      |
| 1972 (45:e) | Cabaret                                  | Cy Feuer                                                             |
| 1972 (45:e) | Den sista färden                         | John Boorman                                                         |
| 1972 (45:e) | Sounder                                  | Robert B. Radnitz                                                    |
| 1972 (45:e) | Utvandrarna                              | Bengt Forslund                                                       |
| 1973 (46:e) | Blåsningen                               | Tony Bill, Michael Phillips och Julia Phillips                       |
| 1973 (46:e) | Exorcisten                               | William Peter Blatty                                                 |
| 1973 (46:e) | Kärlek börjar med kast                   | Melvin Frank                                                         |
| 1973 (46:e) | Sista natten med gänget                  | Francis Ford Coppola och Gary Kurtz                                  |
| 1973 (46:e) | Viskningar och rop                       | Ingmar Bergman                                                       |
| 1974 (47:e) | Gudfadern del II                         | Francis Ford Coppola, Gray Frederickson och Fred Roos                |
| 1974 (47:e) | Avlyssningen                             | Francis Ford Coppola och Fred Roos                                   |
| 1974 (47:e) | Chinatown                                | Robert Evans                                                         |
| 1974 (47:e) | Lenny Bruce                              | Marvin Worth                                                         |
| 1974 (47:e) | Skyskrapan brinner!                      | Irwin Allen                                                          |
| 1975 (48:e) | Gökboet                                  | Saul Zaentz och Michael Douglas                                      |
| 1975 (48:e) | Barry Lyndon                             | Stanley Kubrick                                                      |
| 1975 (48:e) | En satans eftermiddag                    | Martin Bregman och Martin Elfand                                     |
| 1975 (48:e) | Hajen                                    | Richard D. Zanuck och David Brown                                    |
| 1975 (48:e) | Nashville                                | Robert Altman                                                        |
| 1976 (49:e) | Rocky                                    | Irwin Winkler och Robert Chartoff                                    |
| 1976 (49:e) | Alla presidentens män                    | Walter Coblenz                                                       |
| 1976 (49:e) | Network                                  | Howard Gottfried                                                     |
| 1976 (49:e) | Taxi Driver                              | Michael Phillips och Julia Phillips                                  |
| 1976 (49:e) | Woody Guthrie – lyckans land             | Robert F. Blumofe och Harold Leventhal                               |
| 1977 (50:e) | Annie Hall                               | Charles H. Joffe                                                     |
| 1977 (50:e) | Julia                                    | Richard Roth                                                         |
| 1977 (50:e) | Sa jag adjö när jag kom?                 | Ray Stark                                                            |
| 1977 (50:e) | Stjärnornas krig                         | Gary Kurtz                                                           |
| 1977 (50:e) | Vändpunkten                              | Herbert Ross och Arthur Laurents                                     |
| 1978 (51:a) | Deer Hunter                              | Barry Spikings, Michael Deeley, Michael Cimino och John Peverall     |
| 1978 (51:a) | En fri kvinna                            | Paul Mazursky och Tony Ray                                           |
| 1978 (51:a) | Hemkomsten                               | Jerome Hellman                                                       |
| 1978 (51:a) | Himlen kan vänta                         | Warren Beatty                                                        |
| 1978 (51:a) | Midnight Express                         | Alan Marshall och David Puttnam                                      |
| 1979 (52:a) | Kramer mot Kramer                        | Stanley R. Jaffe                                                     |
| 1979 (52:a) | Apocalypse                               | Francis Ford Coppola, Fred Roos, Gray Frederickson och Tom Sternberg |
| 1979 (52:a) | Loppet är kört                           | Peter Yates                                                          |
| 1979 (52:a) | Norma Rae                                | Tamara Asseyev och Alex Rose                                         |
| 1979 (52:a) | Showtime                                 | Robert Alan Aurthur                                                  |

### 1980-talet
| År          | Film                            | Nominerade                                                          |
| ----------- | ------------------------------- | ------------------------------------------------------------------- |
| 1980 (53:e) | En familj som andra             | Ronald L. Schwary                                                   |
| 1980 (53:e) | Elefantmannen                   | Jonathan Sanger                                                     |
| 1980 (53:e) | Loretta                         | Bernard Schwartz                                                    |
| 1980 (53:e) | Tess                            | Claude Berri och Timothy Burrill                                    |
| 1980 (53:e) | Tjuren från Bronx               | Irwin Winkler och Robert Chartoff                                   |
| 1981 (54:e) | Triumfens ögonblick             | David Puttnam                                                       |
| 1981 (54:e) | Atlantic City, U.S.A.           | Denis Héroux och John Kemeny                                        |
| 1981 (54:e) | Jakten på den försvunna skatten | Frank Marshall                                                      |
| 1981 (54:e) | Reds                            | Warren Beatty                                                       |
| 1981 (54:e) | Sista sommaren                  | Bruce Gilbert                                                       |
| 1982 (55:e) | Gandhi                          | Richard Attenborough                                                |
| 1982 (55:e) | Domslutet                       | Richard D. Zanuck och David Brown                                   |
| 1982 (55:e) | E.T. the Extra-Terrestrial      | Steven Spielberg och Kathleen Kennedy                               |
| 1982 (55:e) | Försvunnen                      | Edward Lewis och Mildred Lewis                                      |
| 1982 (55:e) | Tootsie                         | Sydney Pollack och Dick Richards                                    |
| 1983 (56:e) | Ömhetsbevis                     | James L. Brooks                                                     |
| 1983 (56:e) | Människor emellan               | Michael Shamberg                                                    |
| 1983 (56:e) | På nåd och onåd                 | Philip S. Hobel                                                     |
| 1983 (56:e) | Påklädaren                      | Peter Yates                                                         |
| 1983 (56:e) | Rätta virket                    | Irwin Winkler och Robert Chartoff                                   |
| 1984 (57:e) | Amadeus                         | Saul Zaentz                                                         |
| 1984 (57:e) | Dödens fält                     | David Puttnam                                                       |
| 1984 (57:e) | En färd till Indien             | John Brabourne och Richard Goodwin                                  |
| 1984 (57:e) | En plats i mitt hjärta          | Arlene Donovan                                                      |
| 1984 (57:e) | En soldats historia             | Norman Jewison, Ronald L. Schwary och Patrick Palmer                |
| 1985 (58:e) | Mitt Afrika                     | Sydney Pollack                                                      |
| 1985 (58:e) | Prizzis heder                   | John Foreman                                                        |
| 1985 (58:e) | Purpurfärgen                    | Steven Spielberg, Kathleen Kennedy, Frank Marshall och Quincy Jones |
| 1985 (58:e) | Spindelkvinnans kyss            | David Weisman                                                       |
| 1985 (58:e) | Vittne till mord                | Edward S. Feldman                                                   |
| 1986 (59:e) | Plutonen                        | Arnold Kopelson                                                     |
| 1986 (59:e) | Bortom alla ord                 | Burt Sugarman och Patrick J. Palmer                                 |
| 1986 (59:e) | Ett rum med utsikt              | Ismail Merchant                                                     |
| 1986 (59:e) | Hannah och hennes systrar       | Robert Greenhut                                                     |
| 1986 (59:e) | The Mission                     | Fernando Ghia och David Puttnam                                     |
| 1987 (60:e) | Den siste kejsaren              | Jeremy Thomas                                                       |
| 1987 (60:e) | Broadcast News – nyhetsfeber    | James L. Brooks                                                     |
| 1987 (60:e) | Farlig förbindelse              | Stanley R. Jaffe och Sherry Lansing                                 |
| 1987 (60:e) | Hope and Glory                  | John Boorman                                                        |
| 1987 (60:e) | Mångalen                        | Patrick J. Palmer och Norman Jewison                                |
| 1988 (61:a) | Rain Man                        | Mark Johnson                                                        |
| 1988 (61:a) | Den tillfällige turisten        | Lawrence Kasdan, Charles Okun och Michael Grillo                    |
| 1988 (61:a) | Farligt begär                   | Norma Heyman och Hank Moonjean                                      |
| 1988 (61:a) | Mississippi brinner             | Frederick Zollo och Robert F. Colesberry                            |
| 1988 (61:a) | Working Girl                    | Douglas Wick                                                        |
| 1989 (62:a) | På väg med miss Daisy           | Richard D. Zanuck och Lili Fini Zanuck                              |
| 1989 (62:a) | Drömmarnas fält                 | Lawrence Gordon och Charles Gordon                                  |
| 1989 (62:a) | Döda poeters sällskap           | Steven Haft, Paul Junger Witt och Tony Thomas                       |
| 1989 (62:a) | Född den fjärde juli            | A. Kitman Ho och Oliver Stone                                       |
| 1989 (62:a) | Min vänstra fot                 | Noel Pearson                                                        |

### 1990-talet
| År          | Film                           | Nominerade                                                                     |
| ----------- | ------------------------------ | ------------------------------------------------------------------------------ |
| 1990 (63:e) | Dansar med vargar              | Jim Wilson och Kevin Costner                                                   |
| 1990 (63:e) | Ghost                          | Lisa Weinstein                                                                 |
| 1990 (63:e) | Gudfadern del III              | Francis Ford Coppola                                                           |
| 1990 (63:e) | Maffiabröder                   | Irwin Winkler                                                                  |
| 1990 (63:e) | Uppvaknanden                   | Walter F. Parkes och Lawrence Lasker                                           |
| 1991 (64:e) | När lammen tystnar             | Edward Saxon, Kenneth Utt och Ron Bozman                                       |
| 1991 (64:e) | Bugsy                          | Mark Johnson, Barry Levinson och Warren Beatty                                 |
| 1991 (64:e) | JFK                            | A. Kitman Ho och Oliver Stone                                                  |
| 1991 (64:e) | Skönheten och odjuret          | Don Hahn                                                                       |
| 1991 (64:e) | Tidvattnets furste             | Barbra Streisand och Andrew S. Karsch                                          |
| 1992 (65:e) | De skoningslösa                | Clint Eastwood                                                                 |
| 1992 (65:e) | The Crying Game                | Stephen Woolley                                                                |
| 1992 (65:e) | En kvinnas doft                | Martin Brest                                                                   |
| 1992 (65:e) | Howards End                    | Ismail Merchant                                                                |
| 1992 (65:e) | På heder och samvete           | David Brown, Rob Reiner och Andrew Scheinman                                   |
| 1993 (66:e) | Schindler's List               | Steven Spielberg, Gerald R. Molen och Branko Lustig                            |
| 1993 (66:e) | I faderns namn                 | Jim Sheridan                                                                   |
| 1993 (66:e) | Jagad                          | Arnold Kopelson                                                                |
| 1993 (66:e) | Pianot                         | Jane Campion                                                                   |
| 1993 (66:e) | Återstoden av dagen            | Mike Nichols, John Calley och Ismail Merchant                                  |
| 1994 (67:e) | Forrest Gump                   | Wendy Finerman, Steve Tisch och Steve Starkey                                  |
| 1994 (67:e) | Fyra bröllop och en begravning | Duncan Kenworthy                                                               |
| 1994 (67:e) | Nyckeln till frihet            | Niki Marvin                                                                    |
| 1994 (67:e) | Pulp Fiction                   | Lawrence Bender                                                                |
| 1994 (67:e) | Quiz Show                      | Robert Redford, Michael Jacobs, Julian Krainin och Michael Nozik               |
| 1995 (68:e) | Braveheart                     | Mel Gibson, Alan Ladd Jr. och Bruce Davey                                      |
| 1995 (68:e) | Apollo 13                      | Brian Grazer                                                                   |
| 1995 (68:e) | Babe – den modiga lilla grisen | George Miller, Doug Mitchell och Bill Miller                                   |
| 1995 (68:e) | Förnuft och känsla             | Lindsay Doran                                                                  |
| 1995 (68:e) | Il postino – postiljonen       | Mario Cecchi Gori, Vittorio Cecchi Gori och Gaetano Daniele                    |
| 1996 (69:e) | Den engelske patienten         | Saul Zaentz                                                                    |
| 1996 (69:e) | Fargo                          | Ethan Coen                                                                     |
| 1996 (69:e) | Hemligheter och lögner         | Simon Channing-Williams                                                        |
| 1996 (69:e) | Jerry Maguire                  | James L. Brooks, Laurence Mark, Richard Sakai och Cameron Crowe                |
| 1996 (69:e) | Shine                          | Jane Scott                                                                     |
| 1997 (70:e) | Titanic                        | James Cameron och Jon Landau                                                   |
| 1997 (70:e) | Allt eller inget               | Uberto Pasolini                                                                |
| 1997 (70:e) | L.A. konfidentiellt            | Arnon Milchan, Curtis Hanson och Michael G. Nathanson                          |
| 1997 (70:e) | Livet från den ljusa sidan     | James L. Brooks, Bridget Johnson och Kristi Zea                                |
| 1997 (70:e) | Will Hunting                   | Lawrence Bender                                                                |
| 1998 (71:a) | Shakespeare in Love            | David Parfitt, Donna Gigliotti, Harvey Weinstein, Edward Zwick och Marc Norman |
| 1998 (71:a) | Den tunna röda linjen          | Robert Michael Geisler, John Roberdeau och Grant Hill                          |
| 1998 (71:a) | Elizabeth                      | Alison Owen, Eric Fellner och Tim Bevan                                        |
| 1998 (71:a) | Livet är underbart             | Elda Ferri och Gianluigi Braschi                                               |
| 1998 (71:a) | Rädda menige Ryan              | Steven Spielberg, Ian Bryce, Mark Gordon och Gary Levinsohn                    |
| 1999 (72:a) | American Beauty                | Bruce Cohen och Dan Jinks                                                      |
| 1999 (72:a) | Ciderhusreglerna               | Richard N. Gladstein                                                           |
| 1999 (72:a) | Den gröna milen                | David Valdes och Frank Darabont                                                |
| 1999 (72:a) | Insider                        | Michael Mann och Pieter Jan Brugge                                             |
| 1999 (72:a) | Sjätte sinnet                  | Frank Marshall, Kathleen Kennedy och Barry Mendel                              |

### 2000-talets första decennium
| År          | Film                                        | Nominerade                                                            |
| ----------- | ------------------------------------------- | --------------------------------------------------------------------- |
| 2000 (73:e) | Gladiator                                   | Douglas Wick, David Franzoni och Branko Lustig                        |
| 2000 (73:e) | Chocolat                                    | David Brown, Kit Golden och Leslie Holleran                           |
| 2000 (73:e) | Crouching Tiger, Hidden Dragon              | Bill Kong, Hsu Li Kong och Ang Lee                                    |
| 2000 (73:e) | Erin Brockovich                             | Danny DeVito, Michael Shamberg och Stacey Sher                        |
| 2000 (73:e) | Traffic                                     | Edward Zwick, Marshall Herskovitz och Laura Bickford                  |
| 2001 (74:e) | A Beautiful Mind                            | Brian Grazer och Ron Howard                                           |
| 2001 (74:e) | Gosford Park                                | Robert Altman, Bob Balaban och David Levy                             |
| 2001 (74:e) | In the Bedroom                              | Graham Leader, Ross Katz och Todd Field                               |
| 2001 (74:e) | Moulin Rouge!                               | Martin Brown, Baz Luhrmann och Fred Baron                             |
| 2001 (74:e) | Sagan om ringen: Härskarringen              | Peter Jackson, Fran Walsh och Barrie M. Osborne                       |
| 2002 (75:e) | Chicago                                     | Martin Richards                                                       |
| 2002 (75:e) | Gangs of New York                           | Alberto Grimaldi och Harvey Weinstein                                 |
| 2002 (75:e) | The Pianist                                 | Roman Polański, Robert Benmussa och Alain Sarde                       |
| 2002 (75:e) | Sagan om de två tornen                      | Barrie M. Osborne, Fran Walsh och Peter Jackson                       |
| 2002 (75:e) | Timmarna                                    | Scott Rudin och Robert Fox                                            |
| 2003 (76:e) | Sagan om konungens återkomst                | Barrie M. Osborne, Peter Jackson och Fran Walsh                       |
| 2003 (76:e) | Lost in Translation                         | Ross Katz och Sofia Coppola                                           |
| 2003 (76:e) | Master and Commander – Bortom världens ände | Samuel Goldwyn Jr., Peter Weir och Duncan Henderson                   |
| 2003 (76:e) | Mystic River                                | Robert Lorenz, Judie Hoyt och Clint Eastwood                          |
| 2003 (76:e) | Seabiscuit                                  | Kathleen Kennedy, Frank Marshall och Gary Ross                        |
| 2004 (77:e) | Million Dollar Baby                         | Clint Eastwood, Albert S. Ruddy och Tom Rosenberg                     |
| 2004 (77:e) | The Aviator                                 | Michael Mann och Graham King                                          |
| 2004 (77:e) | Finding Neverland                           | Richard N. Gladstein och Nellie Bellflower                            |
| 2004 (77:e) | Ray                                         | Taylor Hackford, Stuart Benjamin och Howard Baldwin                   |
| 2004 (77:e) | Sideways                                    | Michael London                                                        |
| 2005 (78:e) | Crash                                       | Paul Haggis och Cathy Schulman                                        |
| 2005 (78:e) | Brokeback Mountain                          | Diana Ossana och James Schamus                                        |
| 2005 (78:e) | Capote                                      | Caroline Baron, William Vince och Michael Ohoven                      |
| 2005 (78:e) | Good Night, and Good Luck.                  | Grant Heslov                                                          |
| 2005 (78:e) | München                                     | Kathleen Kennedy, Steven Spielberg och Barry Mendel                   |
| 2006 (79:e) | The Departed                                | Graham King                                                           |
| 2006 (79:e) | Babel                                       | Alejandro González Iñárritu, Steve Golin och Jon Kilik                |
| 2006 (79:e) | Letters from Iwo Jima                       | Clint Eastwood, Steven Spielberg och Robert Lorenz                    |
| 2006 (79:e) | Little Miss Sunshine                        | David T. Friendly, Peter Saraf och Marc Turtletaub                    |
| 2006 (79:e) | The Queen                                   | Andy Harries, Christine Langan och Tracey Seaward                     |
| 2007 (80:e) | No Country for Old Men                      | Scott Rudin, Ethan Coen och Joel Coen                                 |
| 2007 (80:e) | Försoning                                   | Tim Bevan, Eric Fellner och Paul Webster                              |
| 2007 (80:e) | Juno                                        | Lianne Halfon, Mason Novick och Russell Smith                         |
| 2007 (80:e) | Michael Clayton                             | Sydney Pollack, Jennifer Fox och Kerry Orent                          |
| 2007 (80:e) | There Will Be Blood                         | JoAnne Sellar, Paul Thomas Anderson och Daniel Lupi                   |
| 2008 (81:a) | Slumdog Millionaire                         | Christian Colson                                                      |
| 2008 (81:a) | Benjamin Buttons otroliga liv               | Kathleen Kennedy, Frank Marshall och Ceán Chaffin                     |
| 2008 (81:a) | Frost/Nixon                                 | Brian Grazer, Ron Howard och Eric Fellner                             |
| 2008 (81:a) | Milk                                        | Dan Jinks och Bruce Cohen                                             |
| 2008 (81:a) | The Reader                                  | Anthony Minghella, Sydney Pollack, Donna Gigliotti och Redmond Morris |
| 2009 (82:a) | The Hurt Locker                             | Kathryn Bigelow, Mark Boal, Nicolas Chartier och Greg Shapiro         |
| 2009 (82:a) | Avatar                                      | James Cameron och Jon Landau                                          |
| 2009 (82:a) | The Blind Side                              | Gil Netter, Andrew A. Kosove och Broderick Johnson                    |
| 2009 (82:a) | District 9                                  | Peter Jackson och Carolynne Cunningham                                |
| 2009 (82:a) | An Education                                | Finola Dwyer och Amanda Posey                                         |
| 2009 (82:a) | Inglourious Basterds                        | Lawrence Bender                                                       |
| 2009 (82:a) | Precious                                    | Lee Daniels, Sarah Siegel-Magness och Gary Magness                    |
| 2009 (82:a) | A Serious Man                               | Joel Coen och Ethan Coen                                              |
| 2009 (82:a) | Up in the Air                               | Daniel Dubiecki, Ivan Reitman och Jason Reitman                       |
| 2009 (82:a) | Upp                                         | Jonas Rivera                                                          |

### 2010-talet
| År          | Film                                             | Nominerade                                                                            |
| ----------- | ------------------------------------------------ | ------------------------------------------------------------------------------------- |
| 2010 (83:e) | The King's Speech                                | Iain Canning, Emile Sherman och Gareth Unwin                                          |
| 2010 (83:e) | 127 timmar                                       | Christian Colson, Danny Boyle och John Smithson                                       |
| 2010 (83:e) | Black Swan                                       | Mike Medavoy, Brian Oliver och Scott Franklin                                         |
| 2010 (83:e) | The Fighter                                      | David Hoberman, Todd Lieberman och Mark Wahlberg                                      |
| 2010 (83:e) | Inception                                        | Emma Thomas och Christopher Nolan                                                     |
| 2010 (83:e) | The Kids Are All Right                           | Gary Gilbert, Jeffrey Kusama-Hinte och Celine Rattray                                 |
| 2010 (83:e) | Social Network                                   | Scott Rudin, Dana Brunetti, Michael De Luca och Ceán Chaffin                          |
| 2010 (83:e) | Toy Story 3                                      | Darla K. Anderson                                                                     |
| 2010 (83:e) | True Grit                                        | Scott Rudin, Ethan Coen och Joel Coen                                                 |
| 2010 (83:e) | Winter's Bone                                    | Anne Rosellini och Alix Madigan                                                       |
| 2011 (84:e) | The Artist                                       | Thomas Langmann                                                                       |
| 2011 (84:e) | The Descendants                                  | Jim Burke, Alexander Payne och Jim Taylor                                             |
| 2011 (84:e) | Extremt högt och otroligt nära                   | Scott Rudin                                                                           |
| 2011 (84:e) | Hugo Cabret                                      | Graham King och Martin Scorsese                                                       |
| 2011 (84:e) | Midnatt i Paris                                  | Letty Aronson och Stephen Tenenbaum                                                   |
| 2011 (84:e) | Moneyball                                        | Michael De Luca, Rachael Horovitz och Brad Pitt                                       |
| 2011 (84:e) | Niceville                                        | Brunson Green, Chris Columbus och Michael Barnathan                                   |
| 2011 (84:e) | The Tree of Life                                 | Sarah Green, Bill Pohlad, Dede Gardner och Grant Hill                                 |
| 2011 (84:e) | War Horse                                        | Steven Spielberg och Kathleen Kennedy                                                 |
| 2012 (85:e) | Argo                                             | Grant Heslov, Ben Affleck och George Clooney                                          |
| 2012 (85:e) | Amour                                            | Margaret Ménégoz, Stefan Arndt, Veit Heiduschka och Michael Katz                      |
| 2012 (85:e) | Beasts of the Southern Wild                      | Dan Janvey, Josh Penn och Michael Gottwald                                            |
| 2012 (85:e) | Berättelsen om Pi                                | Gil Netter, Ang Lee och David Womark                                                  |
| 2012 (85:e) | Django Unchained                                 | Stacey Sher, Reginald Hudlin och Pilar Savone                                         |
| 2012 (85:e) | Du gör mig galen!                                | Donna Gigliotti, Bruce Cohen och Jonathan Gordon                                      |
| 2012 (85:e) | Les Misérables                                   | Tim Bevan, Eric Fellner, Debra Hayward och Cameron Mackintosh                         |
| 2012 (85:e) | Lincoln                                          | Steven Spielberg och Kathleen Kennedy                                                 |
| 2012 (85:e) | Zero Dark Thirty                                 | Mark Boal, Kathryn Bigelow och Megan Ellison                                          |
| 2013 (86:e) | 12 Years a Slave                                 | Brad Pitt, Dede Gardner, Jeremy Kleiner, Steve McQueen och Anthony Katagas            |
| 2013 (86:e) | American Hustle                                  | Charles Roven, Richard Suckle, Megan Ellison och Jonathan Gordon                      |
| 2013 (86:e) | Captain Phillips                                 | Scott Rudin, Dana Brunetti och Michael De Luca                                        |
| 2013 (86:e) | Dallas Buyers Club                               | Robbie Brenner och Rachel Winter                                                      |
| 2013 (86:e) | Gravity                                          | Alfonso Cuarón och David Heyman                                                       |
| 2013 (86:e) | Her                                              | Megan Ellison, Spike Jonze och Vincent Landay                                         |
| 2013 (86:e) | Nebraska                                         | Albert Berger och Ron Yerxa                                                           |
| 2013 (86:e) | Philomena                                        | Gabrielle Tana, Steve Coogan och Tracey Seaward                                       |
| 2013 (86:e) | The Wolf of Wall Street                          | Martin Scorsese, Leonardo DiCaprio, Joey McFarland och Emma Tillinger Koskoff         |
| 2014 (87:e) | Birdman: Or (The Unexpected Virtue of Ignorance) | Alejandro G. Iñárritu, John Lesher och James W. Skotchdopole                          |
| 2014 (87:e) | American Sniper                                  | Clint Eastwood, Robert Lorenz, Andrew Lazar, Bradley Cooper och Peter Morgan          |
| 2014 (87:e) | Boyhood                                          | Richard Linklater och Cathleen Sutherland                                             |
| 2014 (87:e) | The Grand Budapest Hotel                         | Wes Anderson, Scott Rudin, Steven Rales och Jeremy Dawson                             |
| 2014 (87:e) | The Imitation Game                               | Nora Grossman, Ido Ostrowsky och Teddy Schwarzman                                     |
| 2014 (87:e) | Selma                                            | Christian Colson, Oprah Winfrey, Dede Gardner och Jeremy Kleiner                      |
| 2014 (87:e) | The Theory of Everything                         | Tim Bevan, Eric Fellner, Lisa Bruce och Anthony McCarten                              |
| 2014 (87:e) | Whiplash                                         | Jason Blum, Helen Estabrook och David Lancaster                                       |
| 2015 (88:e) | Spotlight                                        | Michael Sugar, Steve Golin, Nicole Rocklin och Blye Pagon Faust                       |
| 2015 (88:e) | The Big Short                                    | Brad Pitt, Dede Gardner och Jeremy Kleiner                                            |
| 2015 (88:e) | Brooklyn                                         | Finola Dwyer och Amanda Posey                                                         |
| 2015 (88:e) | Mad Max: Fury Road                               | Doug Mitchell och George Miller                                                       |
| 2015 (88:e) | The Martian                                      | Simon Kinberg, Ridley Scott, Michael Schaefer och Mark Huffam                         |
| 2015 (88:e) | The Revenant                                     | Arnon Milchan, Steve Golin, Alejandro G. Iñárritu, Mary Parent och Keith Redmon       |
| 2015 (88:e) | Room                                             | Ed Guiney                                                                             |
| 2015 (88:e) | Spionernas bro                                   | Steven Spielberg, Marc Platt, Kristie Macosko Krieger                                 |
| 2016 (89:e) | Moonlight                                        | Adele Romanski, Dede Gardner och Jeremy Kleiner                                       |
| 2016 (89:e) | Arrival                                          | Shawn Levy, Dan Levine, Aaron Ryder och David Linde                                   |
| 2016 (89:e) | Dolda tillgångar                                 | Donna Gigliotti, Peter Chernin, Jenno Topping, Pharrell Williams och Theodore Melfi   |
| 2016 (89:e) | Fences                                           | Scott Rudin, Denzel Washington och Todd Black                                         |
| 2016 (89:e) | Hacksaw Ridge                                    | Bill Mechanic och David Permut                                                        |
| 2016 (89:e) | Hell or High Water                               | Carla Hacken och Julie Yorn                                                           |
| 2016 (89:e) | La La Land                                       | Fred Berger, Jordan Horowitz och Marc Platt                                           |
| 2016 (89:e) | Lion                                             | Emile Sherman, Iain Canning och Angie Fielder                                         |
| 2016 (89:e) | Manchester by the Sea                            | Matt Damon, Kimberly Steward, Chris Moore, Lauren Beck och Kevin J. Walsh             |
| 2017 (90:e) | The Shape of Water                               | Guillermo del Toro och J. Miles Dale                                                  |
| 2017 (90:e) | Call Me by Your Name                             | Peter Spears, Luca Guadagnino, Emilie Georges och Marco Morabito                      |
| 2017 (90:e) | Darkest Hour                                     | Tim Bevan, Eric Fellner, Lisa Bruce, Anthony McCarten och Douglas Urbanski            |
| 2017 (90:e) | Dunkirk                                          | Emma Thomas och Christopher Nolan                                                     |
| 2017 (90:e) | Get Out                                          | Sean McKittrick, Jason Blum, Edward H. Hamm Jr. och Jordan Peele                      |
| 2017 (90:e) | Lady Bird                                        | Scott Rudin, Eli Bush och Evelyn O'Neill                                              |
| 2017 (90:e) | Phantom Thread                                   | JoAnne Sellar, Paul Thomas Anderson, Megan Ellison och Daniel Lupi                    |
| 2017 (90:e) | The Post                                         | Amy Pascal, Steven Spielberg och Kristie Macosko Krieger                              |
| 2017 (90:e) | Three Billboards Outside Ebbing, Missouri        | Graham Broadbent, Pete Czernin och Martin McDonagh                                    |
| 2018 (91:a) | Green Book                                       | Jim Burke, Charles B. Wessler, Brian Hayes Currie, Peter Farrelly och Nick Vallelonga |
| 2018 (91:a) | Black Panther                                    | Kevin Feige                                                                           |
| 2018 (91:a) | BlacKkKlansman                                   | Sean McKittrick, Jason Blum, Raymond Mansfield, Jordan Peele och Spike Lee            |
| 2018 (91:a) | Bohemian Rhapsody                                | Graham King                                                                           |
| 2018 (91:a) | The Favourite                                    | Ceci Dempsey, Ed Guiney, Lee Magiday och Yorgos Lanthimos                             |
| 2018 (91:a) | Roma                                             | Gabriela Rodríguez och Alfonso Cuarón                                                 |
| 2018 (91:a) | A Star Is Born                                   | Bill Gerber, Bradley Cooper och Lynette Howell Taylor                                 |
| 2018 (91:a) | Vice                                             | Dede Gardner, Jeremy Kleiner, Adam McKay och Kevin J. Messick                         |
| 2019 (92:a) | Parasit                                          | Kwak Sin-ae och Bong Joon-ho                                                          |
| 2019 (92:a) | 1917                                             | Sam Mendes, Pippa Harris, Jayne-Ann Tenggren och Callum McDougall                     |
| 2019 (92:a) | The Irishman                                     | Martin Scorsese, Robert De Niro, Jane Rosenthal och Emma Tillinger Koskoff            |
| 2019 (92:a) | Jojo Rabbit                                      | Carthew Neal och Taika Waititi                                                        |
| 2019 (92:a) | Joker                                            | Todd Phillips, Bradley Cooper och Emma Tillinger Koskoff                              |
| 2019 (92:a) | Le Mans '66                                      | Peter Chernin, Jenno Topping och James Mangold                                        |
| 2019 (92:a) | Marriage Story                                   | Noah Baumbach och David Heyman                                                        |
| 2019 (92:a) | Once Upon a Time in Hollywood                    | David Heyman, Shannon McIntosh och Quentin Tarantino                                  |
| 2019 (92:a) | Unga kvinnor                                     | Amy Pascal                                                                            |

### 2020-talet
| År             | Film                              | Nominerade                                                                             |
| -------------- | --------------------------------- | -------------------------------------------------------------------------------------- |
| 2020/21 (93:e) | Nomadland                         | Mollye Asher, Dan Janvey, Frances McDormand, Peter Spears och Chloé Zhao               |
| 2020/21 (93:e) | The Father                        | Philippe Carcassonne, Jean-Louis Livi och David Parfitt                                |
| 2020/21 (93:e) | Judas and the Black Messiah       | Ryan Coogler, Charles D. King och Shaka King                                           |
| 2020/21 (93:e) | Mank                              | Ceán Chaffin, Eric Roth och Douglas Urbanski                                           |
| 2020/21 (93:e) | Minari                            | Christina Oh                                                                           |
| 2020/21 (93:e) | Promising Young Woman             | Ben Browning, Emerald Fennell, Ashley Fox och Josey McNamara                           |
| 2020/21 (93:e) | Sound of Metal                    | Bert Hamelinick och Sacha Ben Harroche                                                 |
| 2020/21 (93:e) | The Trial of the Chicago 7        | Stuart M. Besser och Marc Platt                                                        |
| 2021 (94:e)    | CODA                              | Philippe Rousselet, Fabrice Gianfermi och Patrick Wachsberger                          |
| 2021 (94:e)    | Belfast                           | Laura Berwick, Kenneth Branagh, Becca Kovacik och Tamar Thomas                         |
| 2021 (94:e)    | Don't Look Up                     | Adam McKay och Kevin Messick                                                           |
| 2021 (94:e)    | Drive My Car                      | Teruhisa Yamamoto                                                                      |
| 2021 (94:e)    | Dune                              | Mary Parent, Denis Villeneuve och Cale Boyter                                          |
| 2021 (94:e)    | King Richard                      | Tim White, Trevor White och Will Smith                                                 |
| 2021 (94:e)    | Licorice Pizza                    | Sara Murphy, Adam Somner och Paul Thomas Anderson                                      |
| 2021 (94:e)    | Nightmare Alley                   | J. Miles Dale, Guillermo del Toro och Bradley Cooper                                   |
| 2021 (94:e)    | The Power of the Dog              | Emile Sherman, Iain Canning, Roger Frappier, Jane Campion och Tanya Seghatchian        |
| 2021 (94:e)    | West Side Story                   | Steven Spielberg och Kristie Macosko Krieger                                           |
| 2022 (95:e)    | Everything Everywhere All at Once | Daniel Kwan, Daniel Scheinert och Jonathan Wang                                        |
| 2022 (95:e)    | Avatar: The Way of Water          | James Cameron och Jon Landau                                                           |
| 2022 (95:e)    | The Banshees of Inisherin         | Graham Broadbent, Peter Czernin och Martin McDonagh                                    |
| 2022 (95:e)    | Elvis                             | Baz Luhrmann, Catherine Martin, Gail Berman, Patrick McCormick och Schuyler Weiss      |
| 2022 (95:e)    | The Fabelmans                     | Kristie Macosko Krieger, Steven Spielberg och Tony Kushner                             |
| 2022 (95:e)    | På västfronten intet nytt         | Malte Grunert                                                                          |
| 2022 (95:e)    | Tár                               | Todd Field, Alexandra Milchan och Scott Lambert                                        |
| 2022 (95:e)    | Top Gun: Maverick                 | Tom Cruise, Christopher McQuarrie, David Ellison och Jerry Bruckheimer                 |
| 2022 (95:e)    | Triangle of Sadness               | Erik Hemmendorff och Philippe Boder                                                    |
| 2022 (95:e)    | Women Talking                     | Dede Gardner, Jeremy Kleiner och Frances McDormand                                     |
| 2023 (96:e)    | Oppenheimer                       | Emma Thomas, Charles Roven och Christopher Nolan                                       |
| 2023 (96:e)    | American Fiction                  | Ben LeClair, Nikos Karamigios, Cord Jefferson och Jermaine Johnson                     |
| 2023 (96:e)    | Fritt fall                        | Marie-Ange Luciani och David Thion                                                     |
| 2023 (96:e)    | Barbie                            | David Heyman, Margot Robbie, Tom Ackerley och Robbie Brenner                           |
| 2023 (96:e)    | The Holdovers                     | Mark Johnson                                                                           |
| 2023 (96:e)    | Killers of the Flower Moon        | Dan Friedkin, Bradley Thomas, Martin Scorsese och Daniel Lupi                          |
| 2023 (96:e)    | Maestro                           | Bradley Cooper, Steven Spielberg, Fred Berner, Amy Derning och Kristie Macosko Krieger |
| 2023 (96:e)    | Past Lives                        | David Hinojosa, Christine Vachon och Pamela Koffler                                    |
| 2023 (96:e)    | Poor Things                       | Ed Guiney, Andrew Lowe, Giorgos Lanthimos och Emma Stone                               |
| 2023 (96:e)    | The Zone of Interest              | James Wilson                                                                           |
| 2024 (97:e)    | Anora                             | Alex Coco, Samantha Quan och Sean Baker                                                |
| 2024 (97:e)    | Brutalisten                       | Nick Gordon, Brian Young, Andrew Morrison, D.J. Gugenheim och Brady Corbet             |
| 2024 (97:e)    | A Complete Unknown                | Fred Berger, James Mangold och Alex Heineman                                           |
| 2024 (97:e)    | Konklaven                         | Tessa Ross, Juliette Howell och Michael A. Jackman                                     |
| 2024 (97:e)    | Dune: Part Two                    | Mary Parent, Cale Boyter, Tanya Lapointe och Denis Villeneuve                          |
| 2024 (97:e)    | Emilia Pérez                      | Pascal Caucheteux och Jacques Audiard                                                  |
| 2024 (97:e)    | I'm Still Here                    | Maria Carlota Bruno och Rodrigo Teixeira                                               |
| 2024 (97:e)    | Nickel Boys                       | Dede Gardner, Jeremy Kleiner och Joslyn Barnes                                         |
| 2024 (97:e)    | The Substance                     | Coralie Fargeat, Tim Bevan och Eric Fellner                                            |
| 2024 (97:e)    | Wicked                            | Marc Platt                                                                             |

## Producenter med flera vinster
3 vinster:
- Sam Spiegel
- Saul Zaentz

2 vinster:

- Arthur Freed
- Clint Eastwood
- Dede Gardner
- Jeremy Kleiner
- Branko Lustig
- Albert S. Ruddy
- Robert Wise

## Producenter med flera nomineringar
10 nomineringar:
- Steven Spielberg

9 nomineringar:
- Scott Rudin

8 nomineringar:
- Kathleen Kennedy

6 nomineringar:
- Eric Fellner
- Dede Gardner
- Stanley Kramer

5 nomineringar:
- Tim Bevan
- Francis Ford Coppola
- Clint Eastwood
- Jeremy Kleiner
- Frank Marshall

4 nomineringar:

- Warren Beatty
- James L. Brooks
- David Brown
- Megan Ellison
- Ethan Coen
- Donna Gigliotti
- Peter Jackson
- Norman Jewison
- Graham King
- Sydney Pollack
- David Puttnam
- Sam Spiegel
- George Stevens
- Irwin Winkler

3 nomineringar:

- Lawrence Bender
- Jason Blum
- Robert Chartoff
- Joel Coen
- Bruce Cohen
- Christian Colson
- Bradley Cooper
- Michael De Luca
- Steve Golin
- Alejandro González Iñárritu
- Brian Grazer
- David Heyman
- Emma Tillinger Koskoff
- Stanley Kubrick
- Robert Lorenz
- Ismail Merchant
- Barrie M. Osborne
- Christopher Nolan
- Brad Pitt
- Marc Platt
- Martin Scorsese
- Hal B. Wallis
- Fran Walsh
- Robert Wise
- John Woolf
- Saul Zaentz
- Richard D. Zanuck

2 nomineringar:

- Buddy Adler
- Robert Altman
- Paul Thomas Anderson
- Kathryn Bigelow
- Mark Boal
- John Boorman
- John Brabourne
- Lisa Bruce
- Dana Brunetti
- Jim Burke
- James Cameron
- Iain Canning
- Ceán Chaffin
- Peter Chernin
- Alfonso Cuarón
- Cecil B. DeMille
- Finola Dwyer
- John Foreman
- Gray Frederickson
- Arthur Freed
- Richard N. Gladstein
- Jonathan Gordon
- Ed Guiney
- Jerome Hellman
- Grant Heslov
- Grant Hill
- Ron Howard
- Stanley R. Jaffe
- Dan Janvey
- Dan Jinks
- Ross Katz
- A. Kitman Ho
- Arnold Kopelson
- Kristie Macosko Krieger
- Gary Kurtz
- Jon Landau
- Ang Lee
- Ernest Lehman
- Daniel Lupi
- Branko Lustig
- Mark Johnson
- Michael Mann
- Anthony McCarten
- Frank McCarthy
- Sean McKittrick
- Barry Mendel
- Arnon Milchan
- George Miller
- Doug Mitchell
- Patrick J. Palmer
- David Parfitt
- Amy Pascal
- Jordan Peele
- Julia Phillips
- Michael Phillips
- Amanda Posey
- Fred Roos
- Albert S. Ruddy
- Tracey Seaward
- Ronald L. Schwary
- JoAnne Sellar
- Michael Shamberg
- Peter Spears
- Stacey Sher
- Emile Sherman
- Bernard Smith
- Ray Stark
- Oliver Stone
- Emma Thomas
- Jenno Topping
- Douglas Urbanski
- Jerry Wald
- Jack L. Warner
- Harvey Weinstein
- Douglas Wick
- Jams Woolf
- William Wyler
- Peter Yates
- Sam Zimbalist
- Fred Zinnemann
- Edward Zwick